# Novruz in Uzbekistan

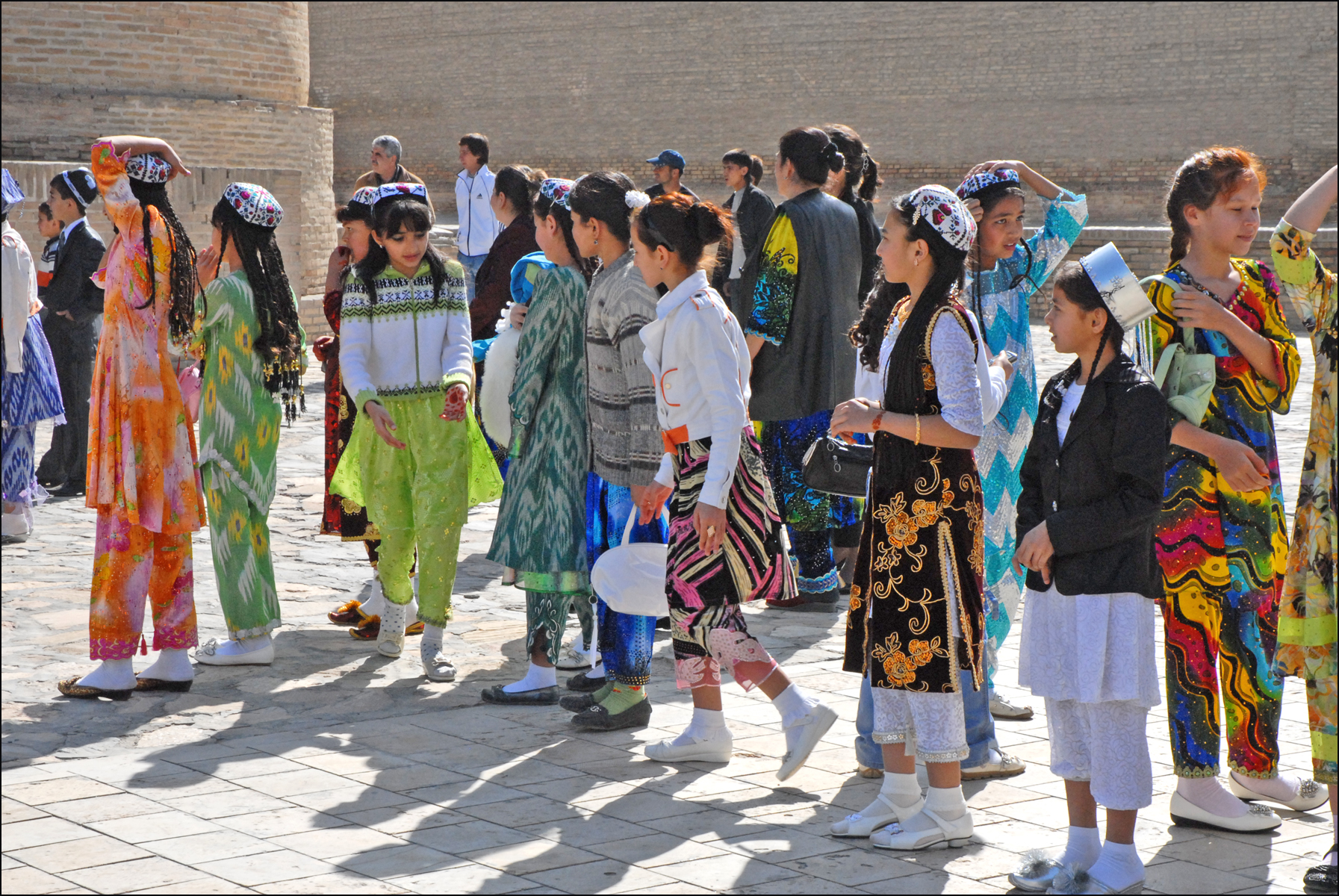
Mädchen in traditionellen Kostümen beim Frühlingsfest, 2011

Novruz ist in Usbekistan das Frühlingsfest. Der Tag des Frühlingsbeginns wird auf der Nordhalbkugel mit der Tagundnachtgleiche markiert. Auf dem Gebiet des heutigen Usbekistan wird es seit mindestens zweitausend Jahren gefeiert.

## Bräuche und Feier
Novruz wird in ganz Zentralasien gefeiert. Der Feiertag wird mit verschiedenen Riten begangen, wie Gebete in Moscheen, Besuche der Mazars muslimischer Heiliger und heiliger Bäche. Im Emirat Buchara wurde die offizielle Feier von Novruz von Amir Muzaffar (1834–1885) ins Leben gerufen, der das Ansehen der Mangyt-Dynastie in einer Zeit der Krise der politischen Legitimität stärken wollte.
Als Usbekistan Teil der Sowjetunion war, waren Novruz-Feierlichkeiten im Allgemeinen inoffiziell und manchmal sogar verboten.

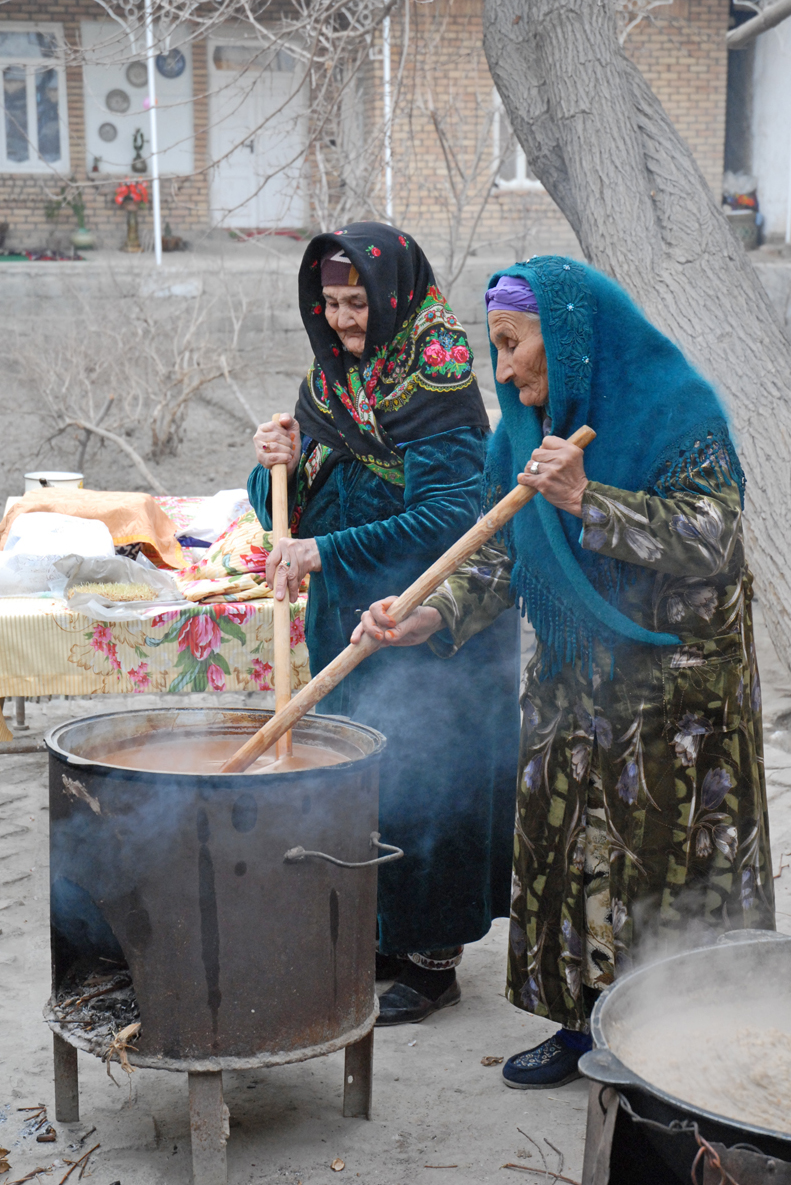
Zubereitung von Sumalak

Derzeit (2023) ist Novruz ein offizieller Feiertag in Usbekistan und wird immer am 21. März gefeiert. Die Feierlichkeiten dauern über mehrere Tage. Zur Vorbereitung auf die Feiertage räumen die Menschen ihre Häuser und Mahalas (Stadtviertel) auf und kaufen neue Kleidung. Vor, während und nach Novruz ist es üblich, Sumalak, das wichtigste Ritualgericht des Feiertags, zuzubereiten. Sumalak ist eine süße Speise, die aus gekeimtem Weizen besteht und in einem großen Kessel gekocht wird. Um Sumalak zuzubereiten, versammeln sich Freunde, Verwandte und Nachbarn, meist Frauen, um den Kessel, und jeder rührt abwechselnd die Mischung um. Fertiges Sumalak wird an Nachbarn, Verwandte und Freunde verteilt. Auf Novruz besuchen Menschen auch Verwandte und Freunde und beschenken Kinder.
Novruz gilt als einer der beliebtesten Feiertage des Landes. Am 21. März werden im ganzen Land, insbesondere in Taschkent, Konzerte gegeben. Den ganzen Monat über finden Märkte, Buchmessen, Konzerte, Reiterspiele sowie spezielle Fernseh- und Radioprogramme statt.
2009 nahm die UNESCO den Nouruz-Tag in vielen Ländern, auch Usbekistan, in die Repräsentative Liste des immateriellen Kulturerbes der Menschheit auf.